# Dalešice (district de Jablonec nad Nisou)
Pour les articles homonymes, voir Dalešice.

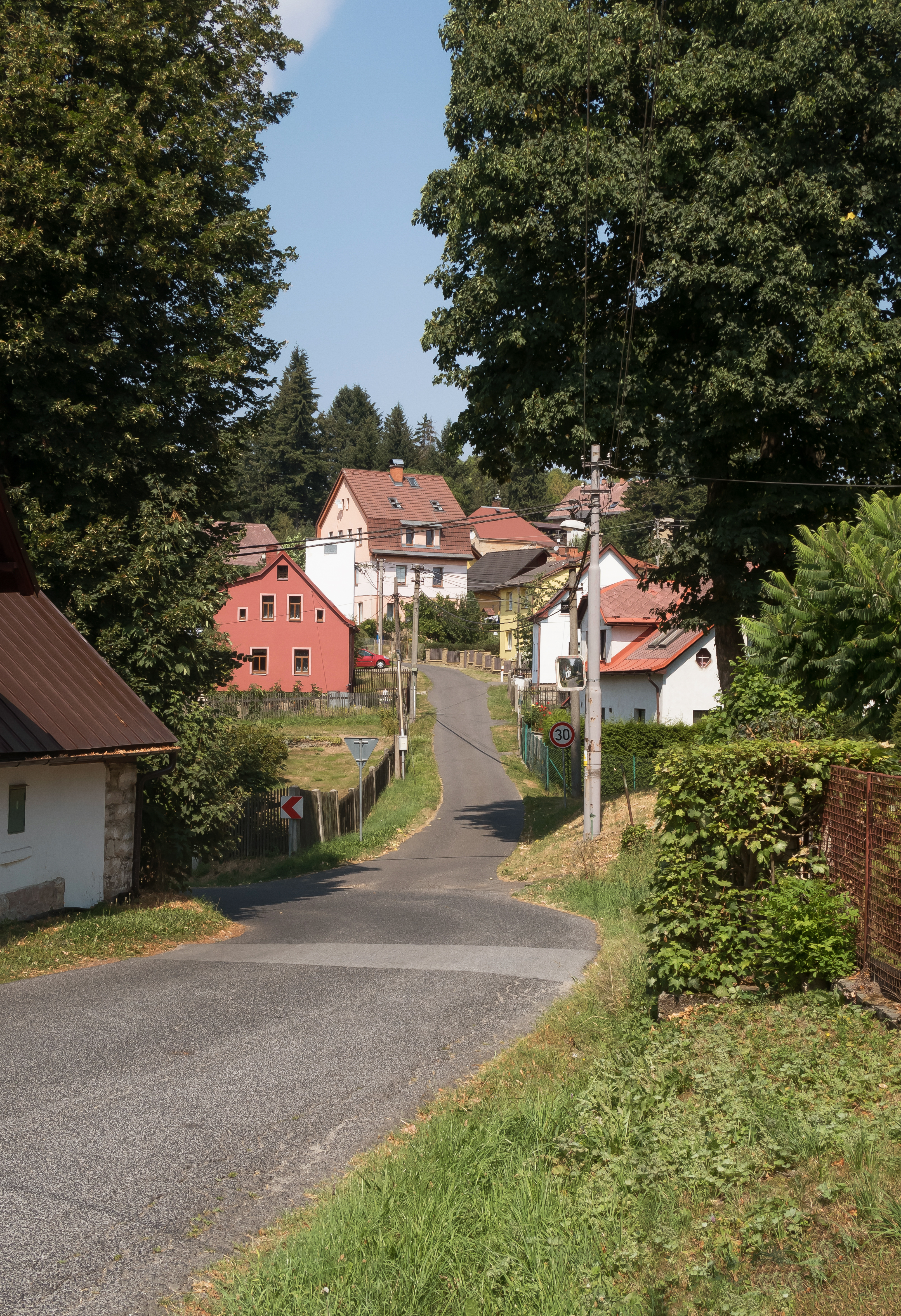
Dalešice : rue principale.

Dalešice (en allemand : Daleschitz) est une commune du district de Jablonec nad Nisou, dans la région de Liberec, en République tchèque. Sa population s'élevait à 212 habitants en 2021.

## Géographie
Dalešice se trouve à 5 km au sud-sud-est du centre de Jablonec nad Nisou, à 14 km au sud-est de Liberec et à 86 km au nord-est de Prague.
La commune est limitée par Jablonec nad Nisou et Maršovice au nord, par Skuhrov à l'est, par Malá Skála au sud et par Pulečný à l'ouest.

## Histoire
La première mention écrite du village date de 1538.

## Transports
Par la route, Dalešice se trouve à 6 km de Jablonec nad Nisou, à 19 km de Liberec et à 103 km de Prague.